# Gunnar Tycho Langhoff Andersen
Gunnar Tycho Langhoff Andersen, eller blot Gunnar Andersen (12. maj 1911 i København – 13. november 1981 i Kildebrønde) var en dansk amatørcykelrytter.
Gunnar Andersen deltog ved Sommer-OL 1932 i Los Angeles, hvor han blev nummer 18 i landevejscykling (100 km).